# هوغو رودريغيز دياز
هوغو رودريغيز دياز (بالإسبانية: Hugo Rodríguez Díaz)‏ هو سياسي مكسيكي، ولد في 15 أغسطس 1957 في المكسيك. حزبياً، نشط في الحزب الثوري المؤسساتي. وقد انتخب عضو مجلس النواب المكسيك.